# Revest-Saint-Martin
Pour les articles homonymes, voir Revest et Saint-Martin.
Revest-Saint-Martin est une commune française, située dans le département des Alpes-de-Haute-Provence en région Provence-Alpes-Côte d'Azur.
Le nom des habitants de Revest-Saint-Martin est Revestois,.

## Toponymie

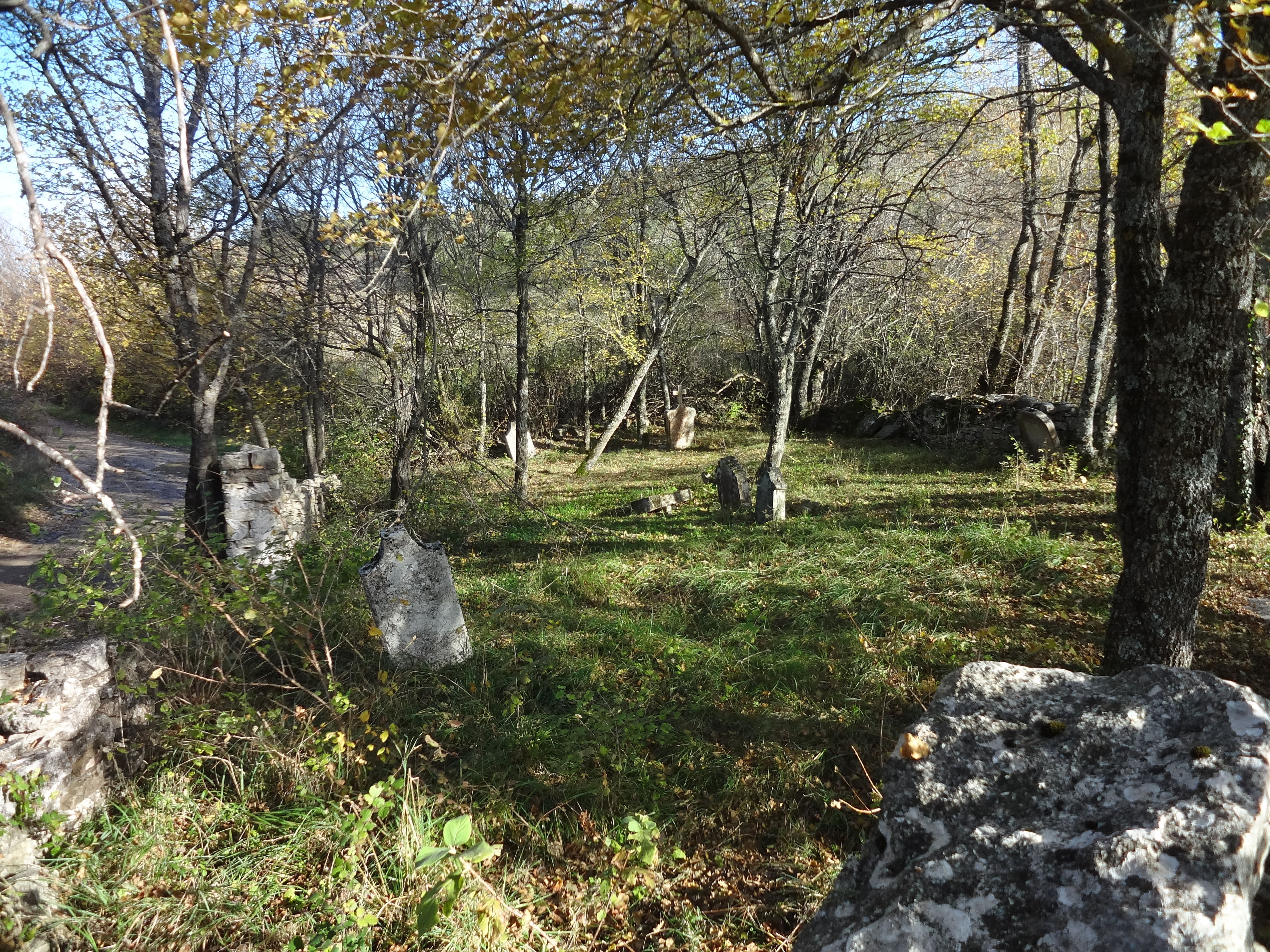
Le cimetière abandonné du Revest.

Revest-Saint-Martin se nomme Revèst-Sant-Martin en occitan provençal.
Le nom du village, tel qu’il apparaît la première fois en 1202 (de Revesto), est tiré de l’occitan revèst, variante de revers, et désignant un site exposé au nord. Le couple Fénié parle par erreur d’un versant exposé au soleil (Le Revest est implanté sur un versant nord-ouest) alors que pour l’Encyclopédie de Lure, le terme « revest » s’appliquerait plutôt à un territoire remis en culture après une longue période d’abandon (pourtant il ne vient pas de revêtir mais bien de revers).
Le nom de la communauté est signalé pour la première fois dans les chartes en 1274 sous le nom de Revesto Fangato, ou Revest-en-Fangat (Reves-des-Boues, à cause du terrain argileux), nom qu’il conserve jusqu’au XIXe siècle.

## Histoire

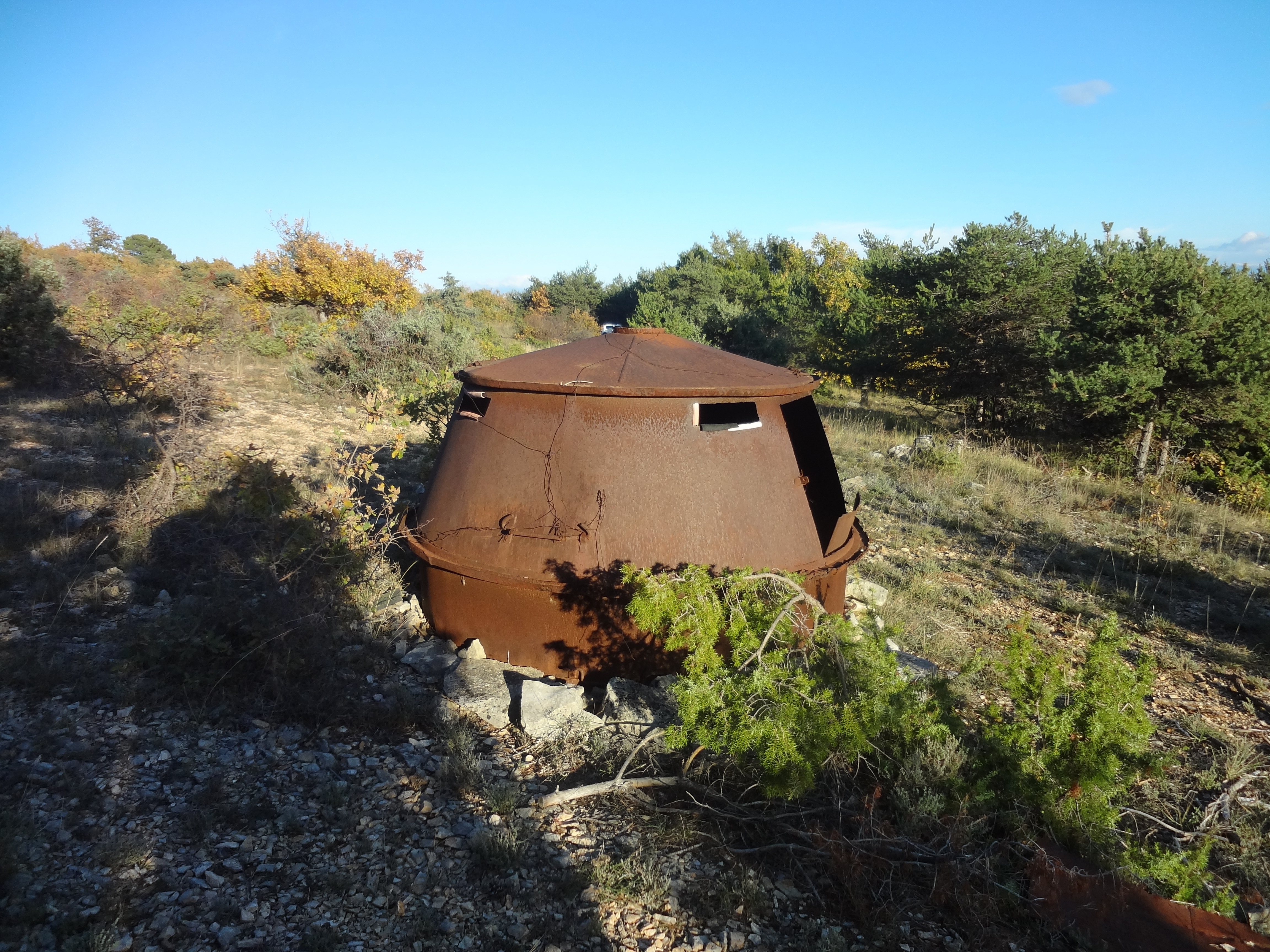
Charbonnière rouillée, vestige de l’époque où l’on fabriquait du charbon de bois à Revest-Saint-Martin.

Dans l’Antiquité, le territoire de Revest fait partie de celui des Sogiontiques (Sogiontii), dont le territoire s’étend du sud des Baronnies à la Durance. Les Sogiontiques sont fédérés aux Voconces, et après la conquête romaine, ils sont rattachés avec eux à la province romaine de Narbonnaise. Au IIe siècle, ils sont détachés des Voconces et forment une civitas distincte, avec pour capitale Segustero (Sisteron). Mais la carte archéologique de la Gaule ne signale aucune découverte sur la commune pour toute la période gauloise et romaine (du VIIe siècle av. J.-C. au Ve siècle).
Alors que le sud-est de la Gaule était une terre burgonde, le roi des Ostrogoths Théodoric le Grand fait la conquête de la région entre la Durance, le Rhône et l’Isère en 510. La commune dépend donc brièvement à nouveau de l’Italie, jusqu’en 526. En effet, pour se réconcilier avec le roi burgonde Gondemar III, la régente ostrogothe Amalasonthe lui rend ce territoire.
Au XIIIe siècle, le fief appartenait aux évêques de Sisteron.
Le coup d'État du 2 décembre 1851 commis par Louis-Napoléon Bonaparte contre la Deuxième République provoque un soulèvement armé dans les Basses-Alpes, en défense de la Constitution. Après l’échec de l’insurrection, une sévère répression poursuit ceux qui se sont levés pour défendre la République : 7 habitants de Revest-en-Fangat sont traduits devant la commission mixte, la peine la plus courante étant la déportation en Algérie.
Comme de nombreuses communes du département, Revest-Saint-Martin se dote d’une école bien avant les lois Ferry : en 1863, elle en possède déjà une qui dispense une instruction primaire aux garçons. Aucune instruction n’est donnée aux filles : ni la loi Falloux (1851), qui impose l’ouverture d’une école de filles aux communes de plus de 800 habitants, ni la première loi Duruy (1867), qui abaisse ce seuil à 500 habitants, ne concernent Revest-Saint-Martin. Ce n’est qu’avec les lois Ferry que les filles de Saint-Lions sont régulièrement scolarisées.
En 1911, une épidémie de typhoïde frappe Revest-Saint-Martin, et fait un mort. La commune est dépourvue de médecin, et ce sont l’institutrice de la commune et le curé de Fontienne, qui officie dans la paroisse de Revest-Saint-Martin, qui apportent les soins aux malades. Ayant sauvés plusieurs malades, ils sont tous deux décorés de la médaille des épidémies.

## Géographie

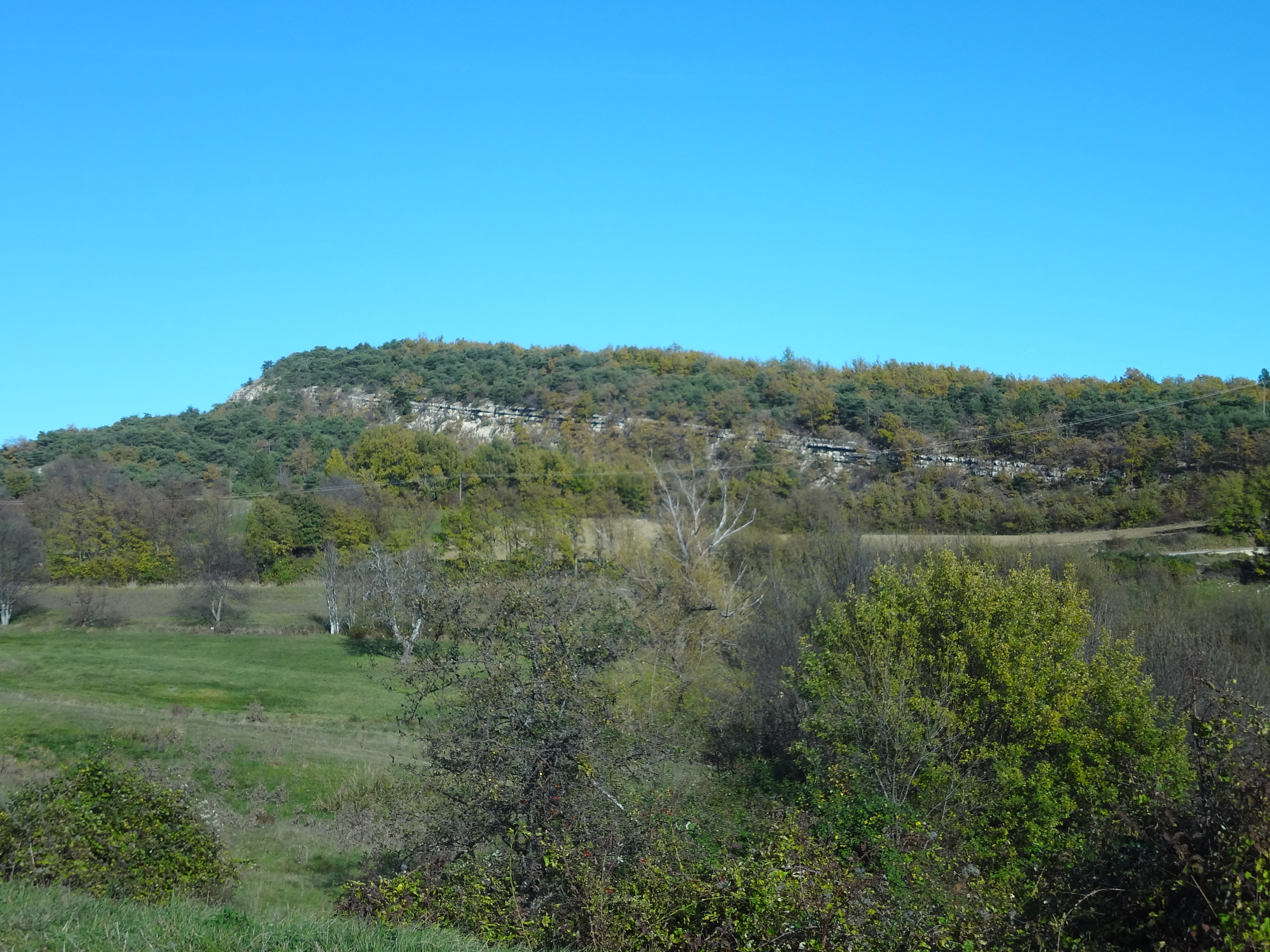
Colline de la Gaie, environ 840 m d’altitude.

Le village de Revest-Saint-Martin, à 658 m d’altitude, se situe à 2 km de Sigonce, 3 km au nord et en contrebas de Fontienne et 7 km de Forcalquier.
Les communes limitrophes de Revest-Saint-Martin sont Saint-Étienne-les-Orgues, Montlaux, Sigonce et Fontienne.

### Géologie

Massif des Alpes.

Le territoire se situe sur des formations calcaires provençales du Jurassique supérieur et du Crétacé inférieur (roches sédimentaires issues d'un ancien océan alpin), entre plusieurs formations géologiques majeures des Alpes :
- le Lubéron au sud ;
- la nappe de Digne à l'est[18], au niveau du lobe de Valavoire[19] : il s'agit d'une nappe de charriage, c'est-à-dire d'une dalle épaisse de près de 5 000 m qui s'est déplacée vers le sud-ouest durant l'Oligocène et la fin de la formation des Alpes. Les lobes (ou écailles) correspondent à la bordure découpée à l'ouest de la nappe ;
- la faille de la Durance au sud-est, dans la vallée ;
- le plateau de Valensole au sud-est : bassin molassique du Miocène et du Pliocène composé de roches sédimentaires détritiques (dépôts liés à l'érosion des montagnes apparues à l'Oligocène).

### Climat
Pour des articles plus généraux, voir Climat de Provence-Alpes-Côte d'Azur et Climat des Alpes-de-Haute-Provence.
En 2010, le climat de la commune est de type climat méditerranéen altéré, selon une étude du Centre national de la recherche scientifique s'appuyant sur une série de données couvrant la période 1971-2000. En 2020, Météo-France publie une typologie des climats de la France métropolitaine dans laquelle la commune est exposée à un climat de montagne ou de marges de montagne et est dans une zone de transition entre les régions climatiques « Provence, Languedoc-Roussillon » et « Alpes du sud ».
Pour la période 1971-2000, la température annuelle moyenne est de 11,4 °C, avec une amplitude thermique annuelle de 16,9 °C. Le cumul annuel moyen de précipitations est de 867 mm, avec 6,4 jours de précipitations en janvier et 3,8 jours en juillet. Pour la période 1991-2020, la température moyenne annuelle observée sur la station météorologique de Météo-France la plus proche, « Dauphin », sur la commune de Dauphin à 13 km à vol d'oiseau, est de 12,6 °C et le cumul annuel moyen de précipitations est de 693,2 mm. 
La température maximale relevée sur cette station est de 42,1 °C, atteinte le 28 juin 2019 ; la température minimale est de −16,4 °C, atteinte le 7 février 2012,,.
Les paramètres climatiques de la commune ont été estimés pour le milieu du siècle (2041-2070) selon différents scénarios d'émission de gaz à effet de serre à partir des nouvelles projections climatiques de référence DRIAS-2020. Ils sont consultables sur un site dédié publié par Météo-France en novembre 2022.

### Hydrographie

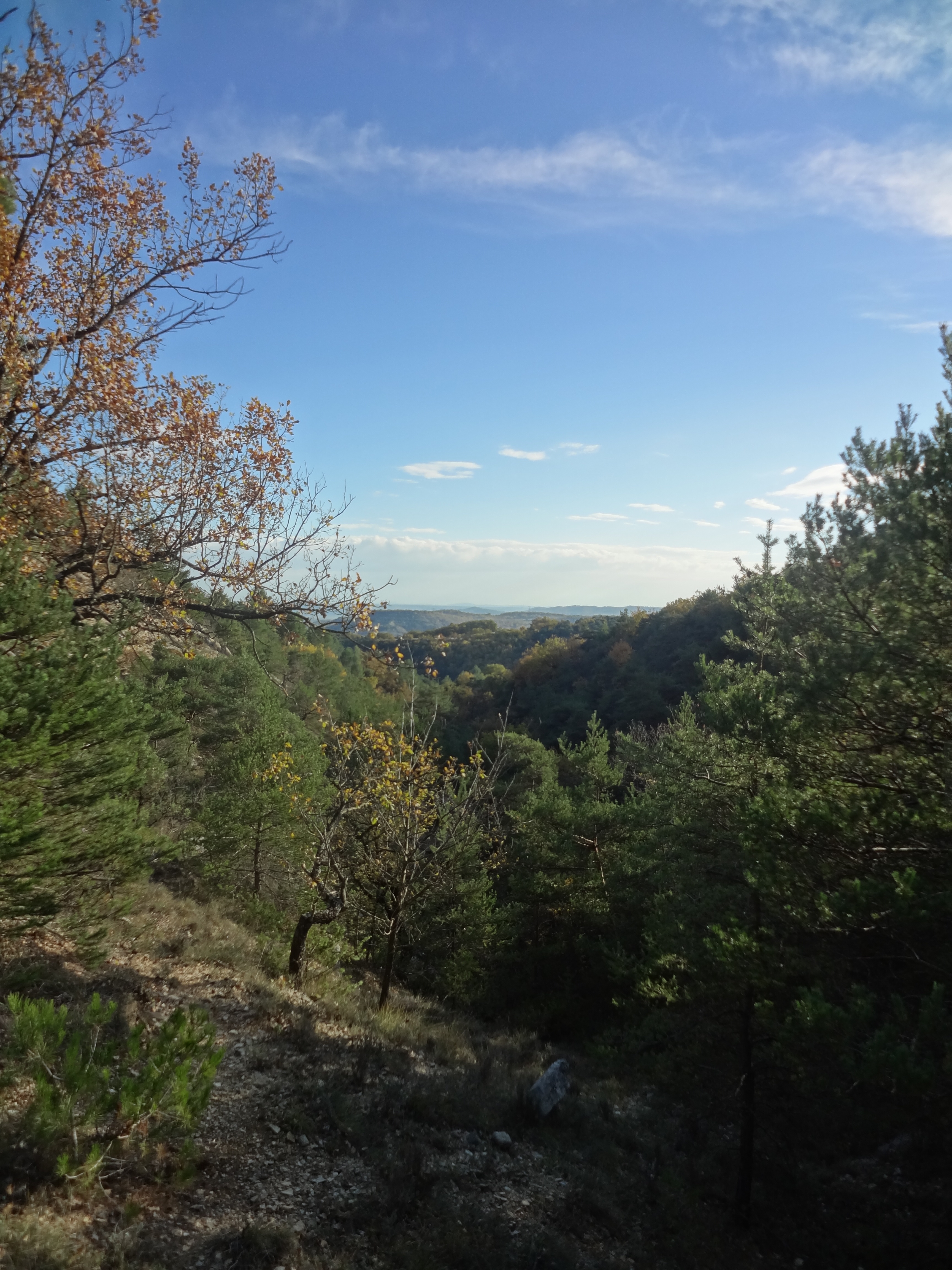
Ravin de Jean-Blanc, au cours encaissé et intermittent.

### Environnement

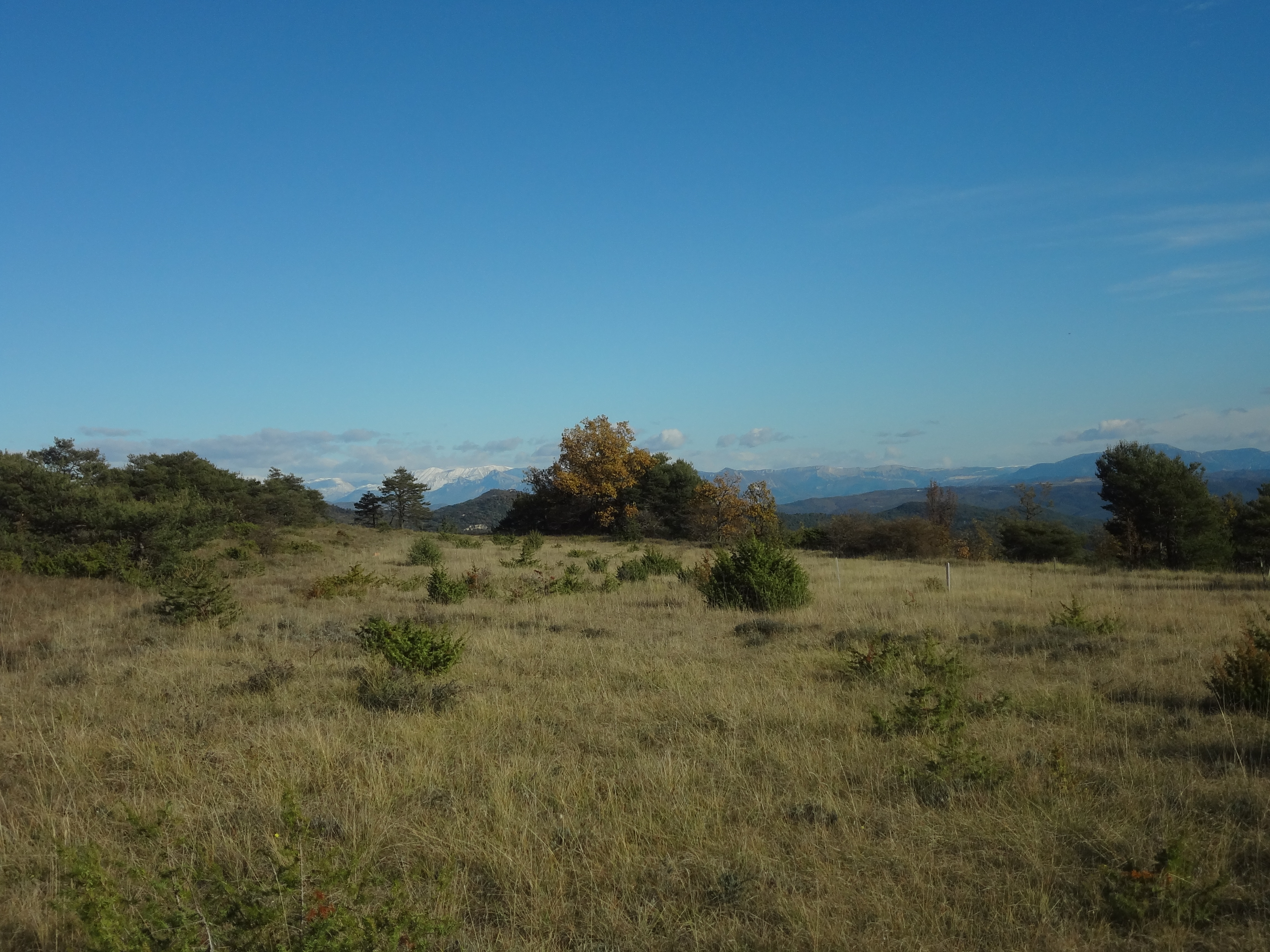
Plaine de L’Hôpital, en cours d’embroussaillement.

La commune compte 387 ha de bois et forêts, soit 51 % de sa superficie.

### Hameaux

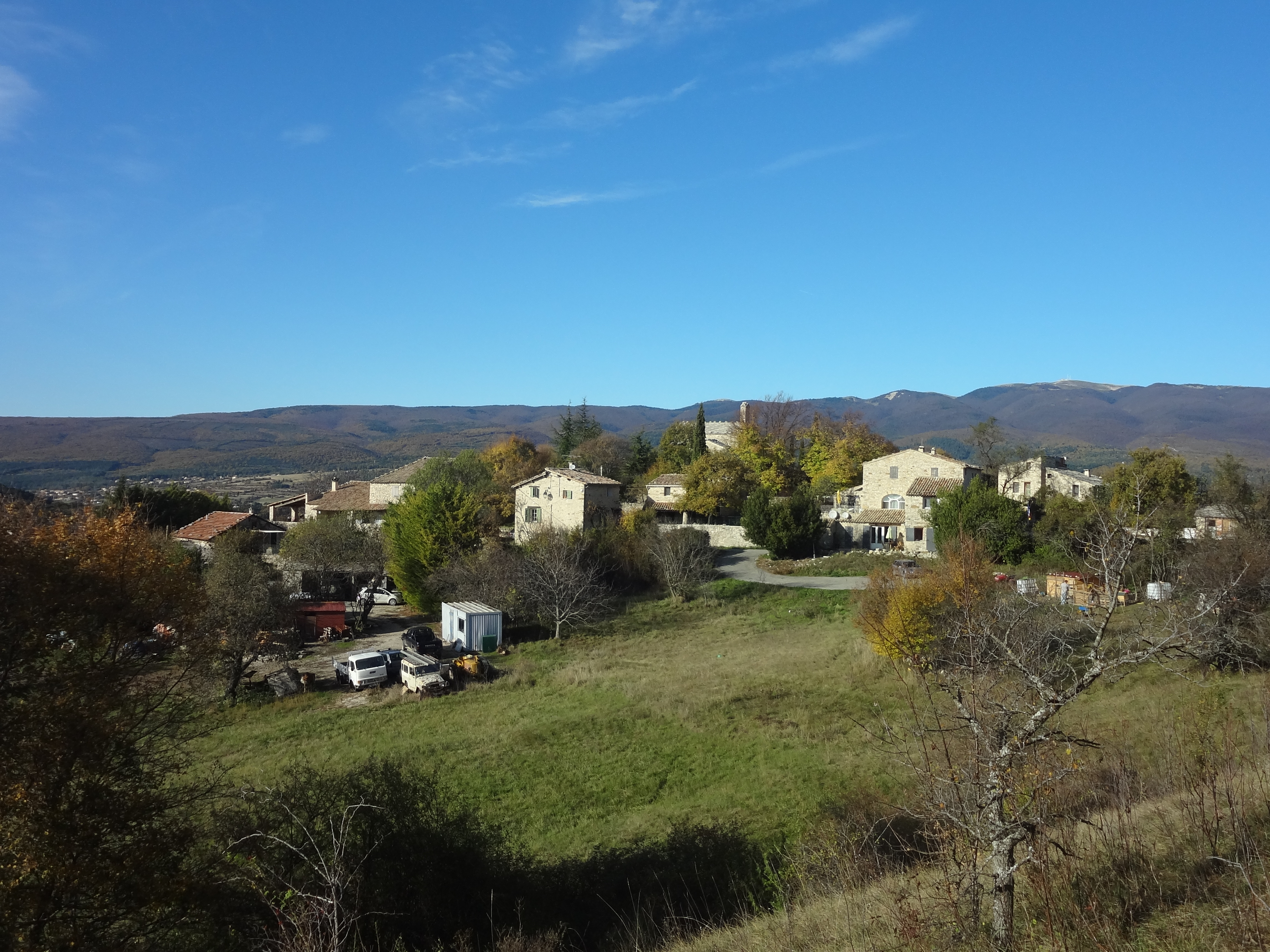
Hameau de Le Revest.

- la Blache
- le Revest
- Saint-Martin

### Risques naturels et technologiques
Aucune commune du département n’est en zone de risque sismique nul. Le canton de Saint-Étienne-les-Orgues, auquel appartient Revest-Saint-Martin, est en zone de risque 1b (sismicité faible) selon la classification déterministe de 1991, basée sur les séismes historiques, et en zone 4 (risque moyen) selon la classification probabiliste EC8 de 2011. La commune de Revest-Saint-Martin est également exposée à trois autres risques naturels :
- feu de forêt,
- mouvement de terrain : la commune est presque entièrement concernée par un aléa moyen à fort[29].

La commune de Revest-Saint-Martin n’est exposée à aucun des risques d’origine technologique recensés par la préfecture. Aucun plan de prévention des risques naturels prévisibles (PPR) n’existe pour la commune ; le Dicrim existe depuis 2010.

## Urbanisme

### Typologie
Au 1er janvier 2024, Revest-Saint-Martin est catégorisée commune rurale à habitat très dispersé, selon la nouvelle grille communale de densité à 7 niveaux définie par l'Insee en 2022.
Elle est située hors unité urbaine et hors attraction des villes,.

### Occupation des sols
L'occupation des sols de la commune, telle qu'elle ressort de la base de données européenne d’occupation biophysique des sols Corine Land Cover (CLC), est marquée par l'importance des forêts et milieux semi-naturels (70,2 % en 2018), une proportion sensiblement équivalente à celle de 1990 (70,4 %). La répartition détaillée en 2018 est la suivante : 
milieux à végétation arbustive et/ou herbacée (37 %), forêts (33,2 %), zones agricoles hétérogènes (29,8 %).
L'évolution de l’occupation des sols de la commune et de ses infrastructures peut être observée sur les différentes représentations cartographiques du territoire : la carte de Cassini (XVIIIe siècle), la carte d'état-major (1820-1866) et les cartes ou photos aériennes de l'IGN pour la période actuelle (1950 à aujourd'hui).

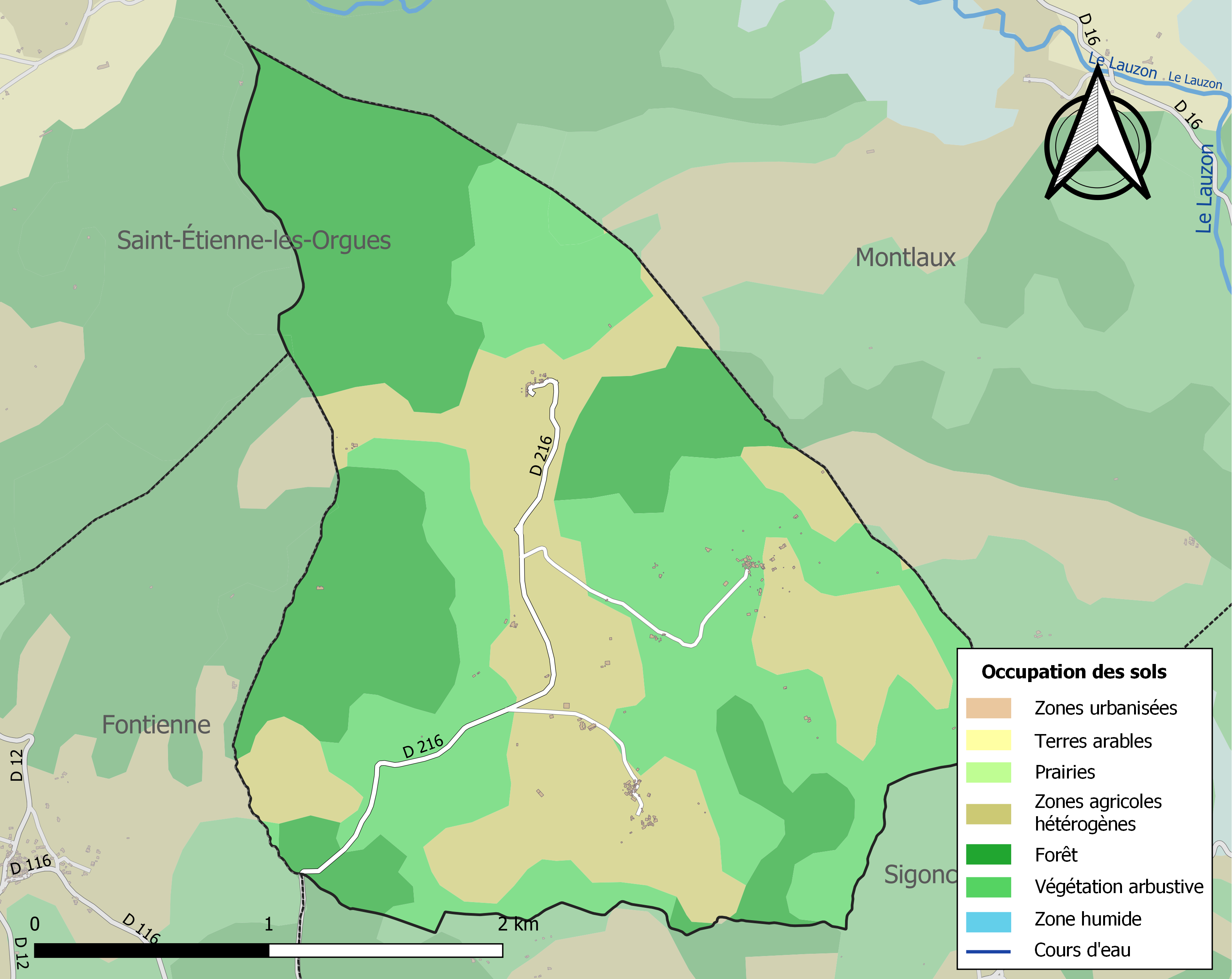
Carte de l'occupation des sols de la commune en 2018 (CLC).

## Politique et administration

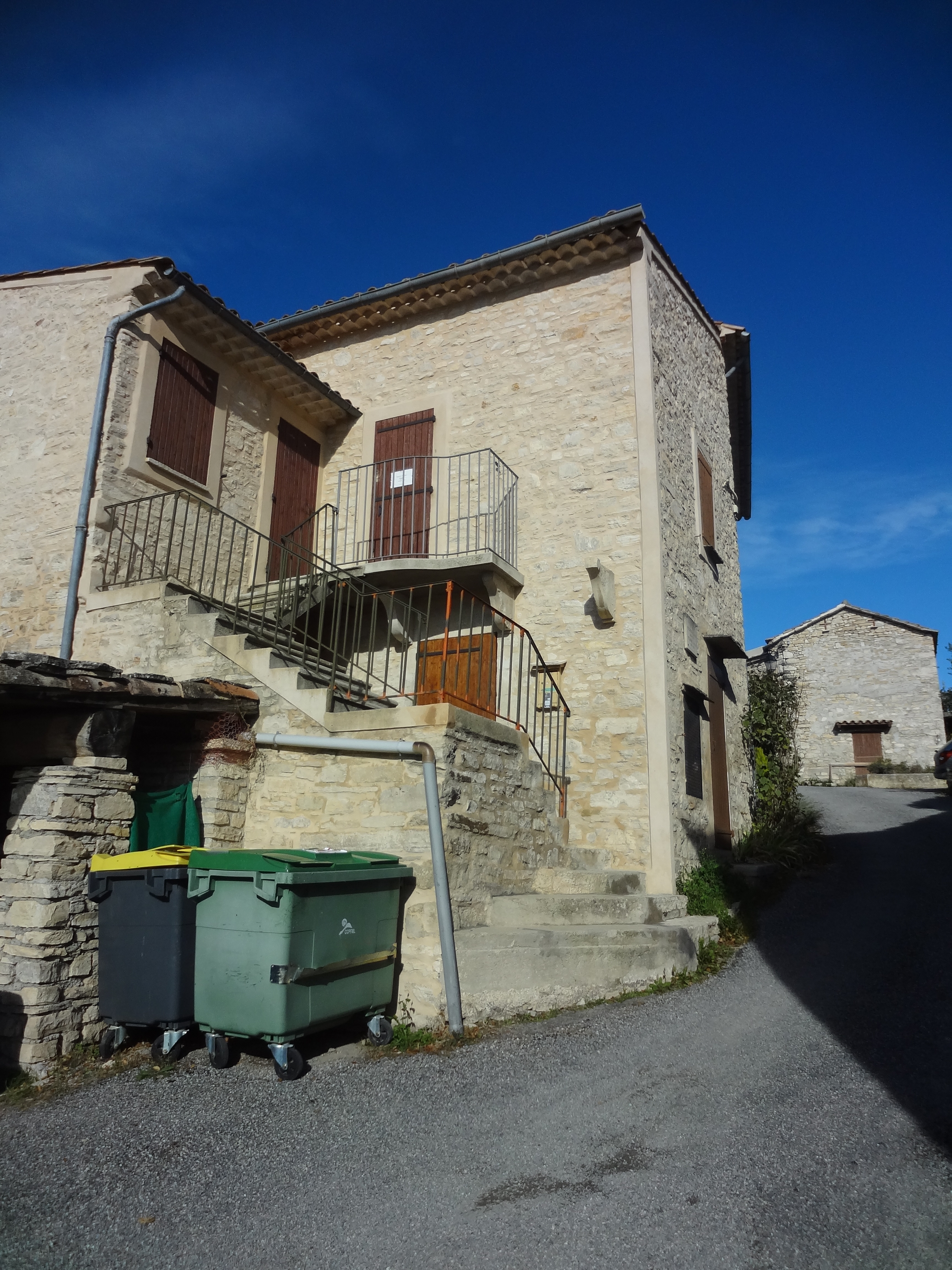
Mairie de Revest-Saint-Martin, à Saint-Martin.

### Administration municipale
De par sa taille, la commune dispose d'un conseil municipal de 9 membres (article L2121-2 du Code général des collectivités territoriales). Lors du scrutin de 2008, il n’y eut qu’un seul tour et Aline Sibilli a été élue conseillère municipale avec le second total de 59 voix, soit 77,63 % des suffrages exprimés. La participation a été de 78,35 %. Elle a ensuite été nommée maire par le conseil municipal.

### Liste des maires
L'élection du maire est la grande innovation de la Révolution de 1789. De 1790 à 1795, les maires sont élus au suffrage censitaire pour 2 ans. De 1795 à 1800, il n’y a pas de maires, la commune se contente de désigner un agent municipal qui est délégué à la municipalité de canton.
En 1799-1800, le Consulat revient sur l'élection des maires, qui sont désormais nommés par le pouvoir central. Ce système est conservé par les régimes suivants, à l'exception de la Deuxième République (1848-1851). Après avoir conservé le système autoritaire, la Troisième République libéralise par la loi du 5 avril 1884 l'administration des communes : le conseil municipal, élu au suffrage universel, élit le maire en son sein.
| Période                                  | Période                       | Identité        | Étiquette | Qualité                     |
| ---------------------------------------- | ----------------------------- | --------------- | --------- | --------------------------- |
| mai 1945                                 |                               | Roger Combe     |           |                             |
| maire en 1970                            |                               | Maurice Tallieu | Gauche    | Retraité                    |
| mars 1977                                | mars 2008                     | Yvon Raspail    |           |                             |
| mars 2008                                | 2014                          | Aline Sibilli   |           |                             |
| avril 2014                               | En cours (au 21 octobre 2014) | Nadine Curnier  | DVG       | Salariée du secteur médical |
| Les données manquantes sont à compléter. |                               |                 |           |                             |

### Intercommunalité
Revest-Saint-Martin fait partie de la communauté de communes du pays de Forcalquier et montagne de Lure.

### Fiscalité locale
| Taxe                                        | Part communale | Part intercommunale | Part départementale | Part régionale |
| ------------------------------------------- | -------------- | ------------------- | ------------------- | -------------- |
| Taxe d'habitation                           | 4,16 %         | 0,00 %              | 5,53 %              | 0,00 %         |
| Taxe foncière sur les propriétés bâties     | 9,00 %         | 0,00 %              | 14,49 %             | 2,36 %         |
| Taxe foncière sur les propriétés non bâties | 21,00 %        | 0,00 %              | 47,16 %             | 8,85 %         |
| Taxe professionnelle                        | 0,00 %         | 17,80 %             | 10,80 %             | 3,84 %         |

La part régionale de la taxe d'habitation n'est pas applicable.
La taxe professionnelle est remplacée en 2010 par la cotisation foncière des entreprises portant sur la valeur locative des biens immobiliers et par la contribution sur la valeur ajoutée des entreprises (les deux formant la contribution économique territoriale qui est un impôt local instauré par la loi de finances pour 2010).

## Population et société

### Démographie
L'évolution du nombre d'habitants est connue à travers les recensements de la population effectués dans la commune depuis 1765. Pour les communes de moins de 10 000 habitants, une enquête de recensement portant sur toute la population est réalisée tous les cinq ans, les populations de référence des années intermédiaires étant quant à elles estimées par interpolation ou extrapolation. Pour la commune, le premier recensement exhaustif entrant dans le cadre du nouveau dispositif a été réalisé en 2007.
En 2022, la commune comptait 82 habitants, en évolution de +6,49 % par rapport à 2016 (Alpes-de-Haute-Provence : +2,84 %, France hors Mayotte : +2,11 %).
| 1765 | 1793 | 1800 | 1806 | 1821 | 1831 | 1836 | 1841 | 1846 |
| ---- | ---- | ---- | ---- | ---- | ---- | ---- | ---- | ---- |
| 136  | 157  | 158  | 187  | 189  | 239  | 250  | 247  | 245  |

| 1851 | 1856 | 1861 | 1866 | 1872 | 1876 | 1881 | 1886 | 1891 |
| ---- | ---- | ---- | ---- | ---- | ---- | ---- | ---- | ---- |
| 241  | 202  | 216  | 215  | 202  | 217  | 202  | 169  | 164  |

| 1896 | 1901 | 1906 | 1911 | 1921 | 1926 | 1931 | 1936 | 1946 |
| ---- | ---- | ---- | ---- | ---- | ---- | ---- | ---- | ---- |
| 136  | 155  | 126  | 114  | 61   | 62   | 75   | 58   | 54   |

| 1954 | 1962 | 1968 | 1975 | 1982 | 1990 | 1999 | 2006 | 2007 |
| ---- | ---- | ---- | ---- | ---- | ---- | ---- | ---- | ---- |
| 53   | 25   | 59   | 71   | 60   | 77   | 84   | 89   | 90   |

| 2012 | 2017 | 2022 | - | - | - | - | - | - |
| ---- | ---- | ---- | - | - | - | - | - | - |
| 64   | 85   | 82   | - | - | - | - | - | - |

L'histoire démographique de Revest-Saint-Martin, après la saignée des XIVe et XVe siècles et le long mouvement de croissance jusqu'au début du XIXe siècle, est marquée par une période d'« étale » où la population reste stable à un niveau élevé. Cette période dure de 1806 à 1846. L'exode rural provoque ensuite un mouvement de baisse de la population. En 1911, la commune enregistre la perte de plus de la moitié de sa population (par rapport au maximum historique). Le mouvement de baisse s'interrompt dès les années 1960.

### Enseignement
La commune ne dispose pas d’école primaire publique. Au niveau secondaire, les élèves sont affectés au collège Henri-Laugier à Forcalquier. Ensuite les élèves sont dirigés vers les lycées de Manosque, soit le lycée polyvalent Les Iscles, soit le lycée Félix-Esclangon.

### Cultes
La commune fait partie du secteur paroissial Montagne de Lure.

## Économie

### Agriculture
Les agriculteurs de la commune de Revest-Saint-Martin ont droit à trois labels appellation d'origine contrôlée (AOC) (huile essentielle de lavande de Haute-Provence, banon et huile d'olive de Provence) et à neuf labels indication géographique protégée (IGP) (miel de Provence, agneau de Sisteron, alpes-de-haute-provence (IGP) blanc, rouge et rosé et VDP de Méditerranée blanc, rouge et rosé).

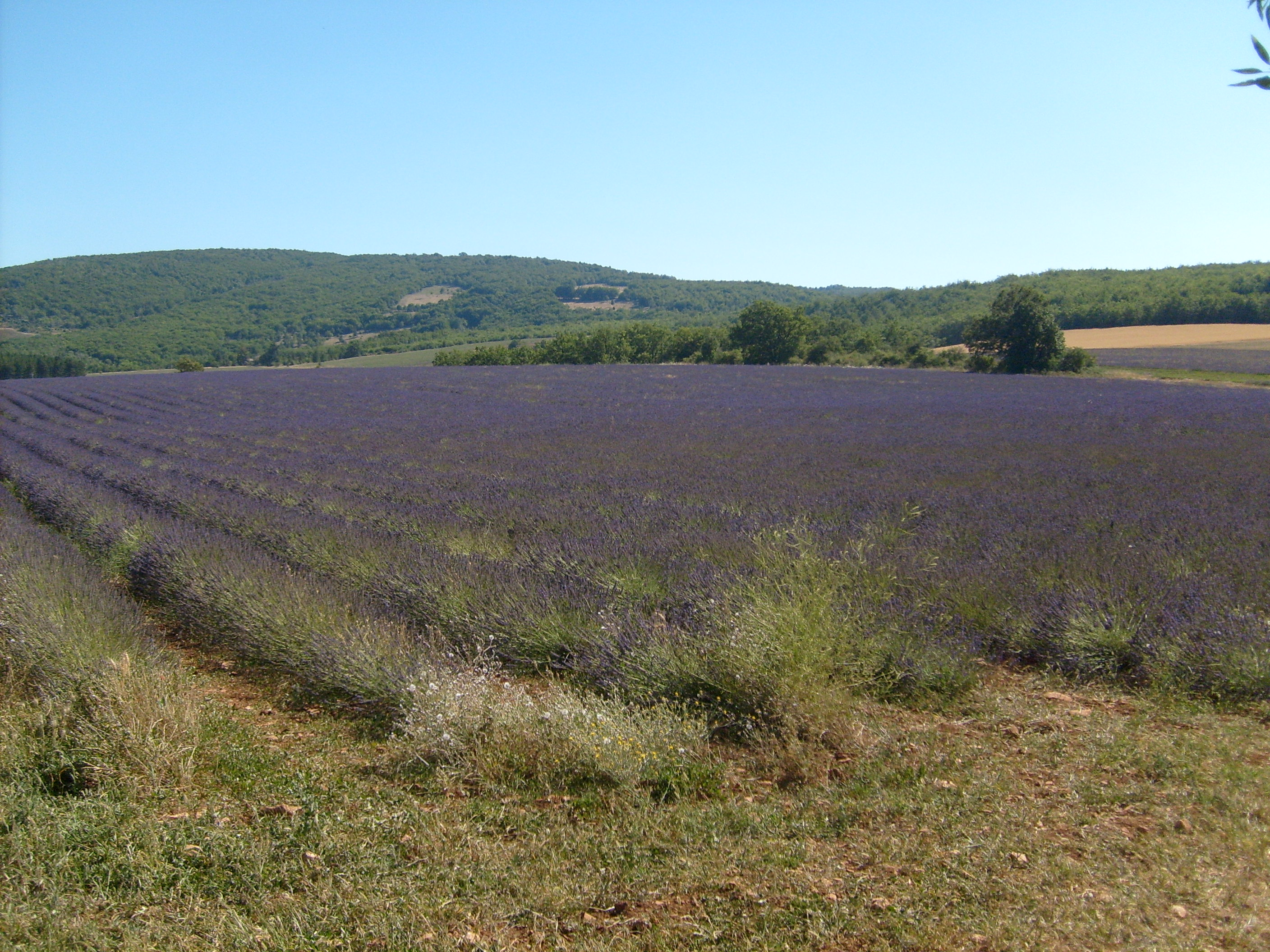
Champ de lavande sur le plateau d'Albion.
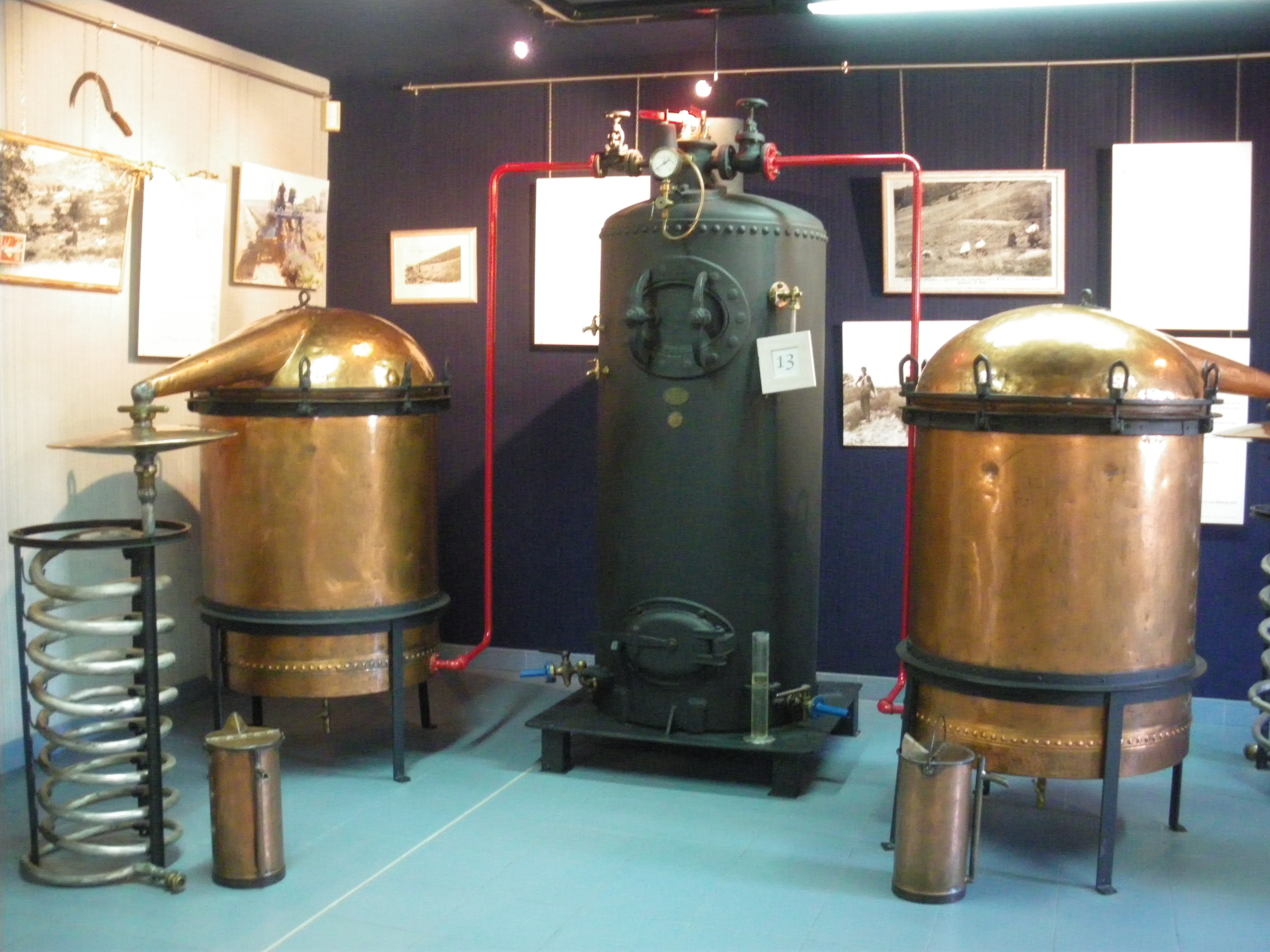
Alambics pour distiller la lavande.
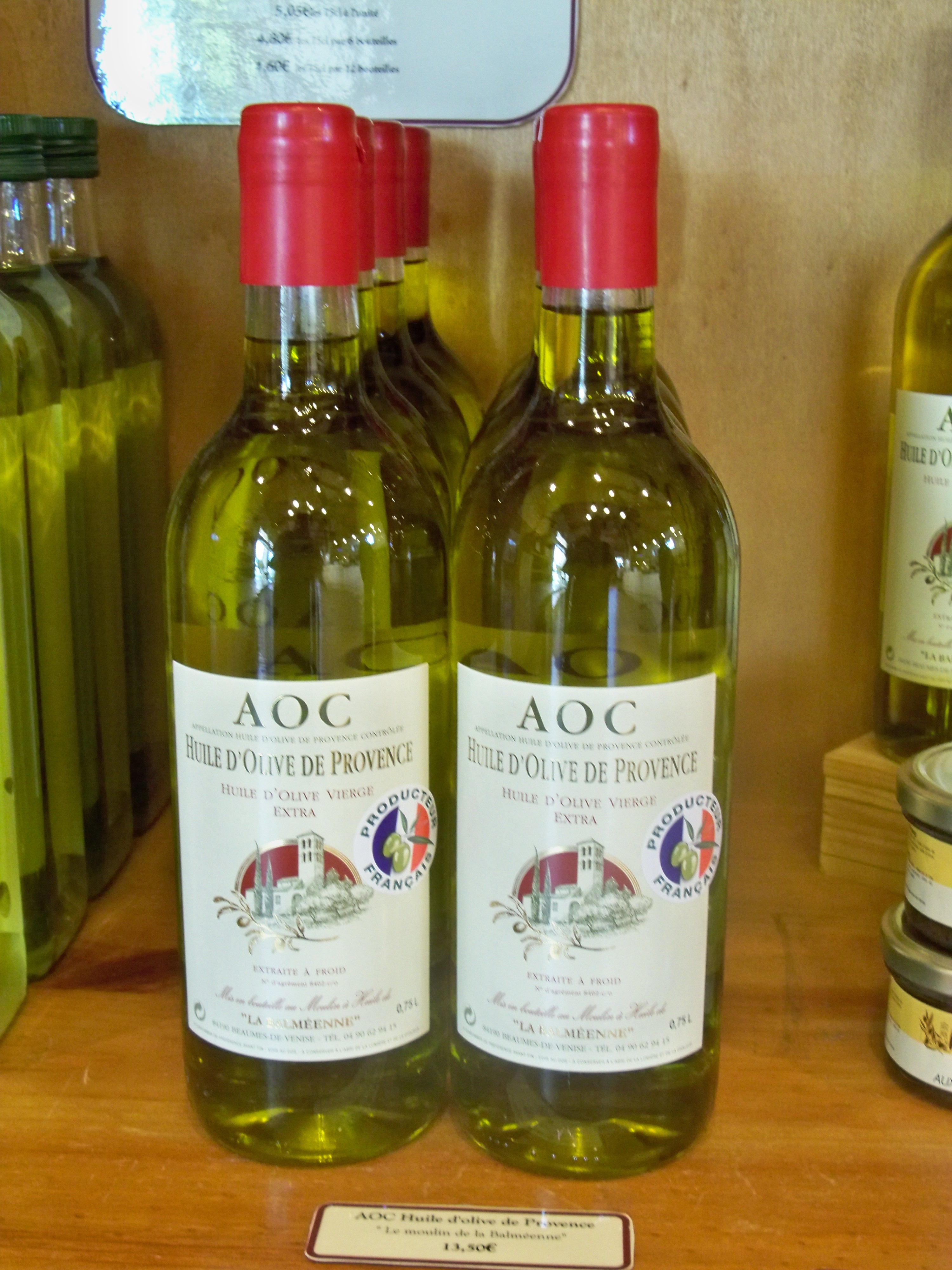
Huile de Provence AOC.
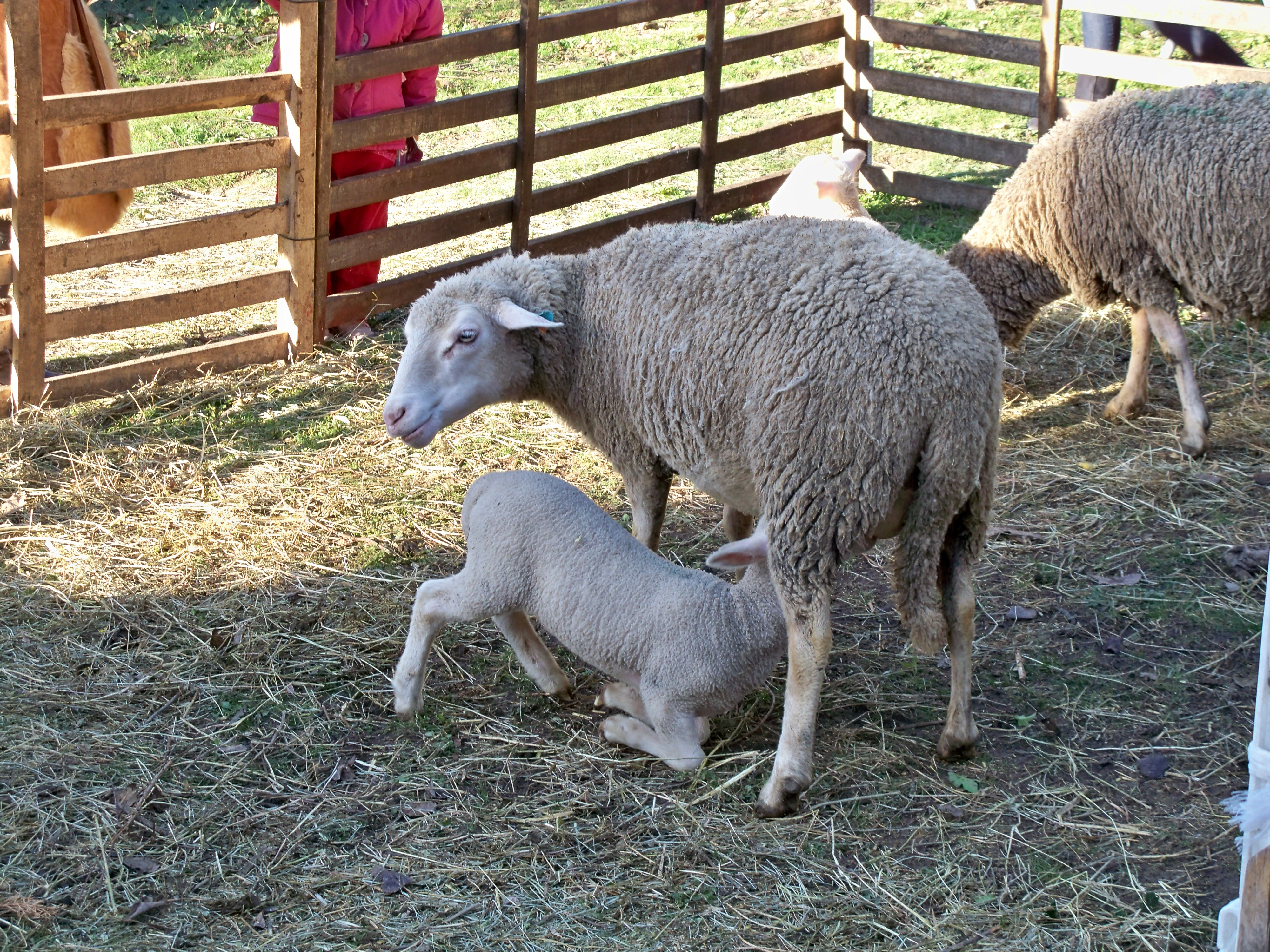
Agneau de Sisteron élevé sous sa mère.
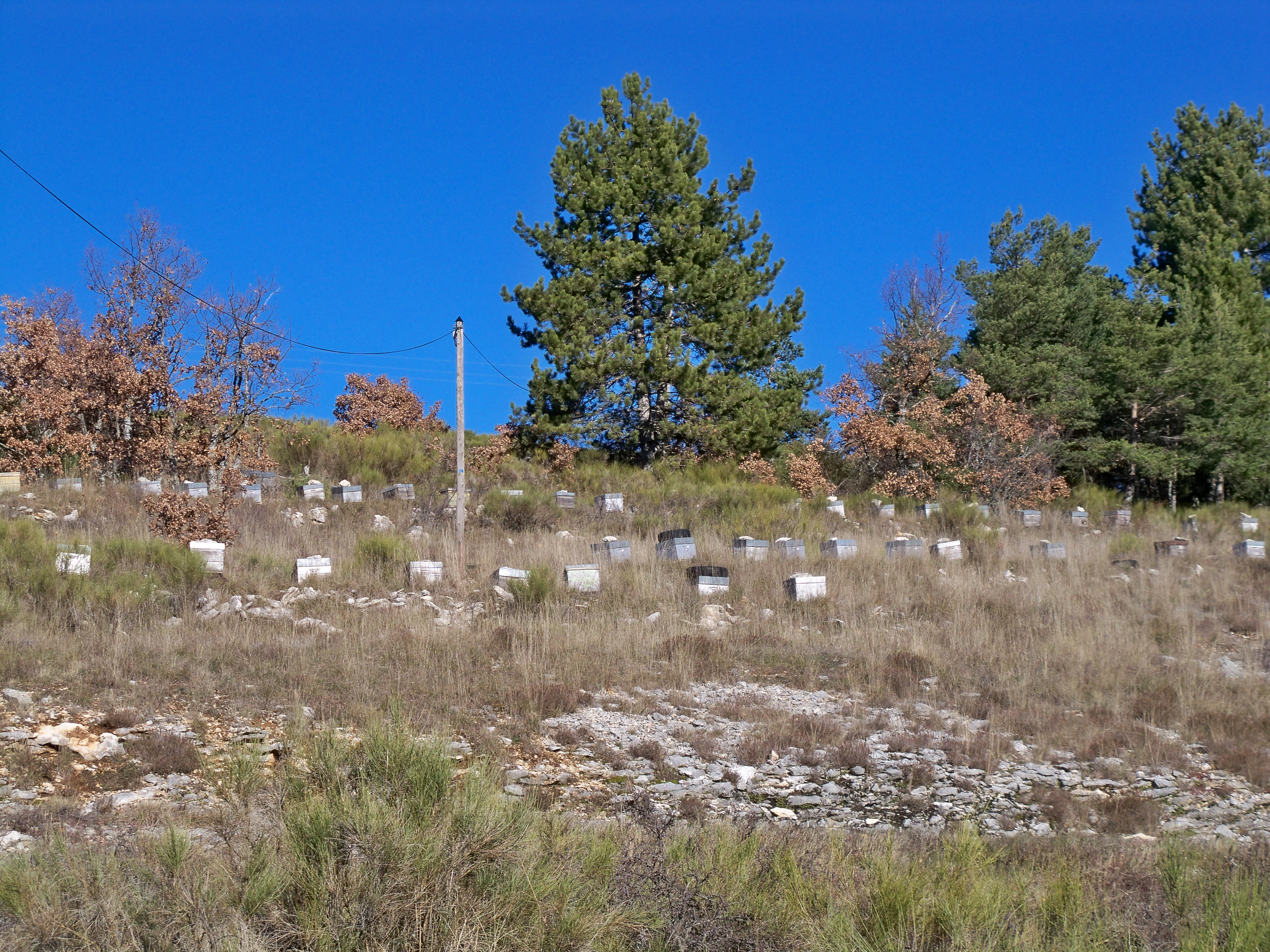
Ruches à la Combe du Pommier.
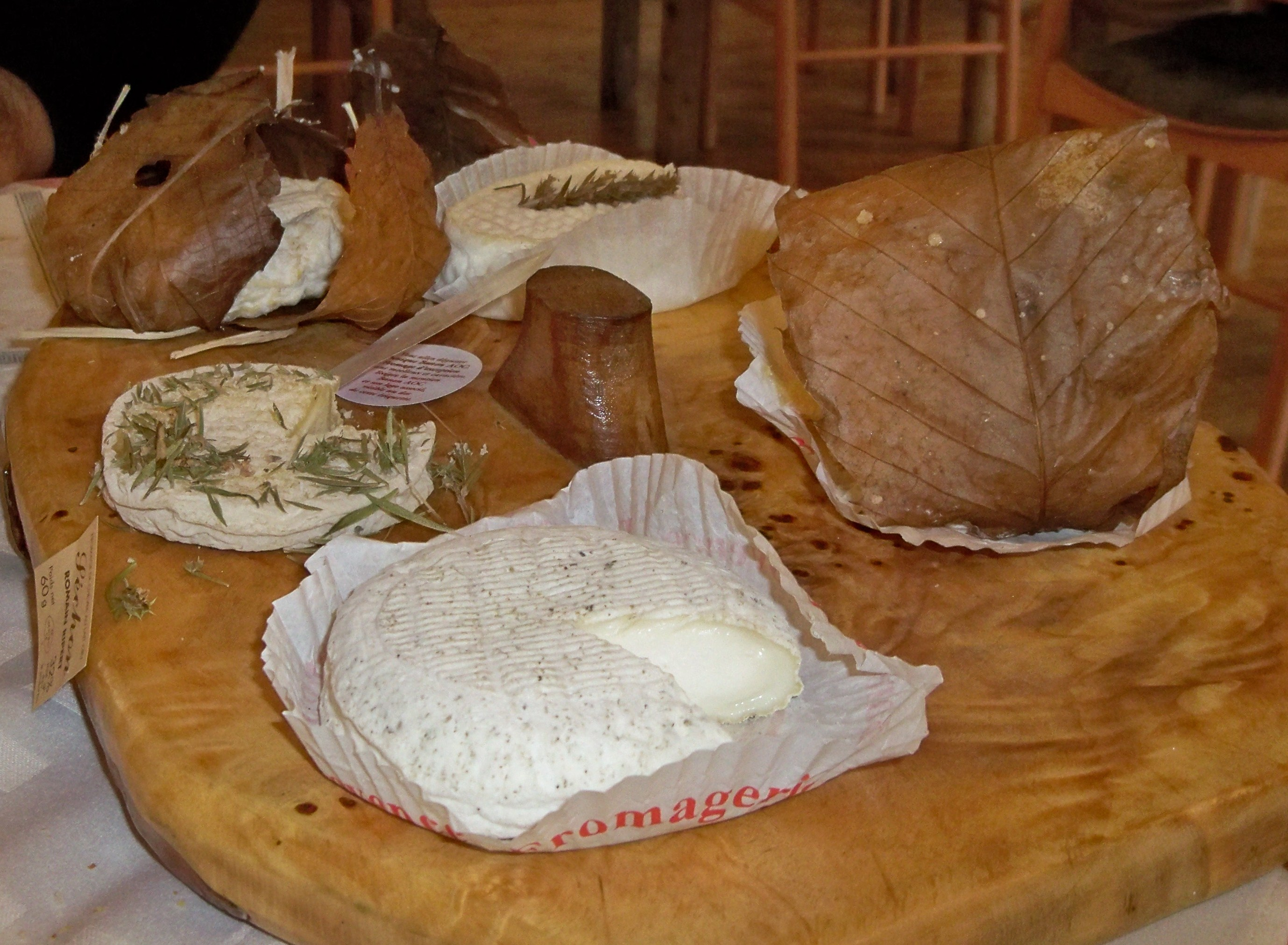
Plateau d'AOC Banon dans un restaurant de Revest-du-Bion.

### Industrie
Deux carrières sont exploitées au lieu-dit la Coraine.

## Lieux et monuments
L’église paroissiale Saint-André, au sommet de Revest, existait en 1152, mais le bâtiment actuel est une reconstruction du XVIIe siècle. Sa nef ne compte qu’une travée, et n’est pas voûtée. Elle possède deux chapelles latérales, qui tiennent lieu de transept.
Elle abrite un tableau représentant le martyre de saint André.

Monuments de Revest-Saint-Martin.
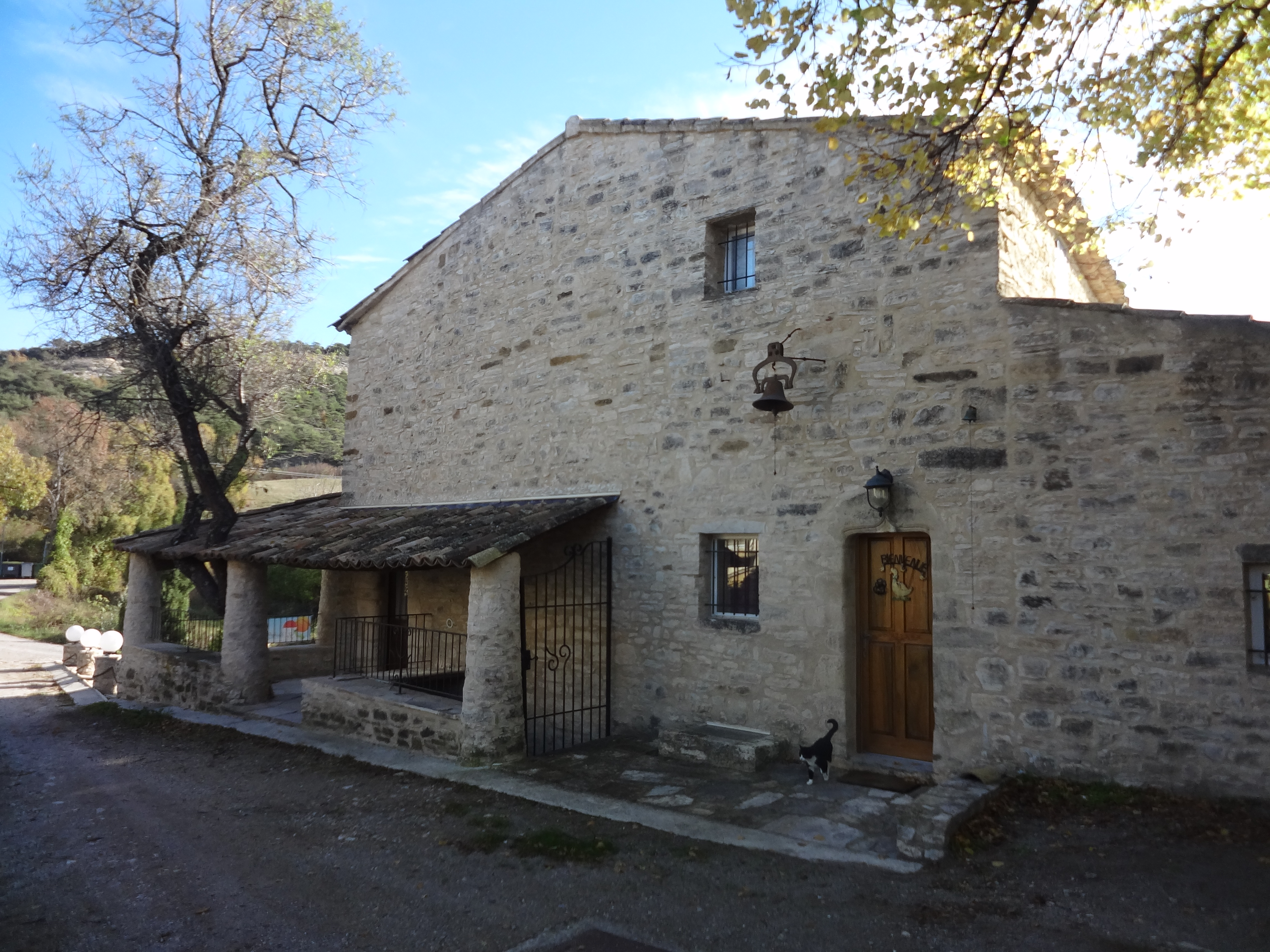
Presbytère, au Revest.
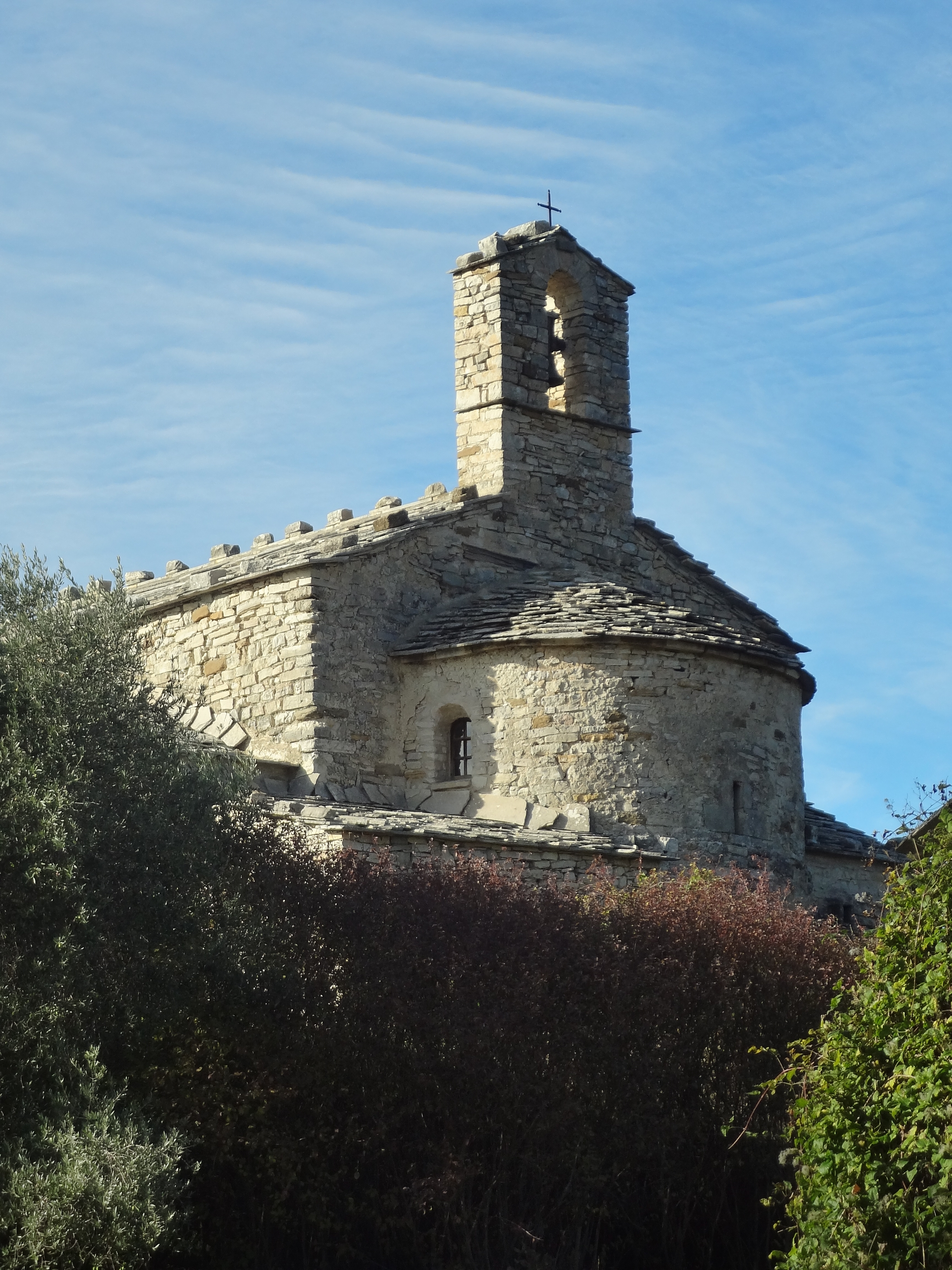
Chevet de l’église Saint-André.
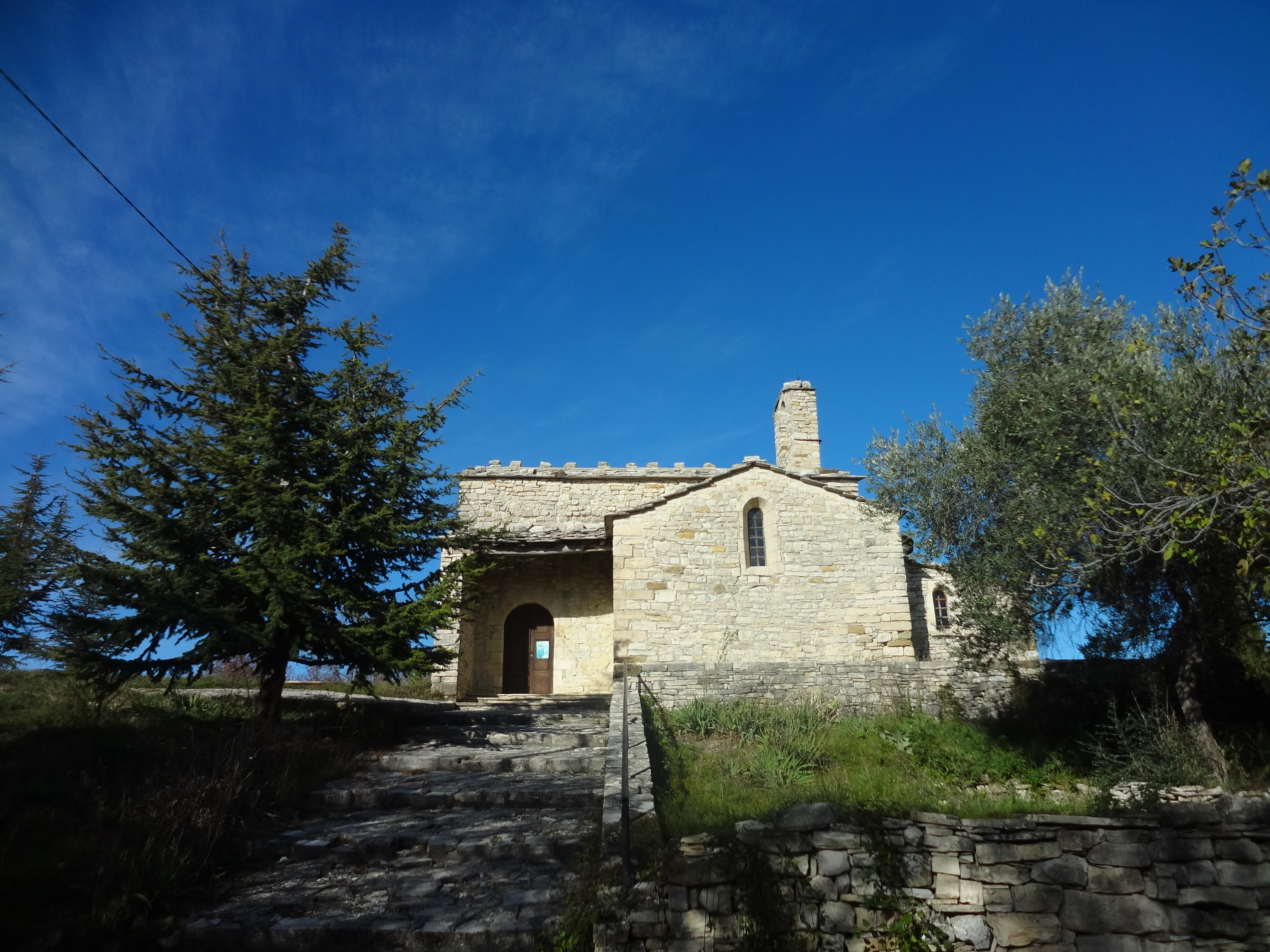
Façade sud de l’église Saint-André.

## Personnalités liées à la commune
L'écrivain Pierre Magnan a habité dans cette commune.
L'éditeur Robert Morel et l'artiste peintre Odette Ducarre ont habité dans cette commune.
L'écrivain Jean-Pierre Abraham y a séjourné également, de 1964 à 1968.

## Héraldique
| Blason de Revest-Saint-Martin | Blason  | De gueules à une guivre d’or, coupé d’or à un pal de gueules. |
| Blason de Revest-Saint-Martin | Détails | Le statut officiel du blason reste à déterminer.              |